# 중앙대로 (창원시)
중앙대로(中央大路)는 창원시 성산구 공단본부삼거리와 도청광장 교차로를 잇는 경상남도의 도로이다. 공단본부삼거리부터 창원광장까지 구간은 지방도 제1020호선에 속한다.

## 주요 경유지
경상남도
- 창원시 성산구

## 노선
| 이름                | 접속 노선                       | 소재지 | 소재지 | 비고                   |
| ------------------- | ------------------------------- | ------ | ------ | ---------------------- |
| 공단본부삼거리      | 지방도 제1020호선 (창원대로)    | 창원시 | 성산구 | 지방도 제1020호선 구간 |
| 중앙체육공원 사거리 | 중앙대로21번길 중앙대로22번길   | 창원시 | 성산구 | 지방도 제1020호선 구간 |
| 중앙사거리          | 중앙대로83번길 중앙대로84번길   | 창원시 | 성산구 | 지방도 제1020호선 구간 |
| 창원광장            | 원이대로                        | 창원시 | 성산구 | 지방도 제1020호선 구간 |
| KBS사거리           | 중앙대로185번길 중앙대로186번길 | 창원시 | 성산구 |                        |
| 도청광장 교차로     | 창이대로                        | 창원시 | 성산구 |                        |

## 주요 건물 및 시설
- 새마을금고 중앙회 울산경남지역본부 (경상남도 창원시 성산구 중앙대로 32)
- 교보문고 창원점 (경상남도 창원시 성산구 중앙대로 104)
- STX (경상남도 창원시 성산구 중앙대로 105)
- 한국교직원공제회 경남지부 (경상남도 창원시 성산구 중앙대로 107)
- 창원시청 (경상남도 창원시 의창구 중앙대로 151)
- KBS창원방송총국 (경상남도 창원시 성산구 중앙대로 178)
- 경상남도교육청 (경상남도 창원시 성산구 중앙대로 241)
- 경상남도청, 경상남도 소방본부, 경남도립미술관, 경상남도 항공구조구급대 (경상남도 창원시 의창구 중앙대로 300)